# Ваут Веггорст
Ваут Веггорст (нід. Wout Weghorst; нар. 7 серпня 1992, Борне) — нідерландський футболіст, нападник клубу «Аякс».
Грав, зокрема, за клуби АЗ та «Вольфсбург», також відомий виступами за національну збірну Нідерландів.

## Клубна кар'єра
Народився 7 серпня 1992 року в місті Борне. Вихованець юнацьких команд футбольних клубів «Віллем II» та ДЕТО.
У дорослому футболі дебютував 2012 року виступами за команду клубу «Еммен», в якій провів два сезони, взявши участь у 62 матчах чемпіонату.
Протягом 2014—2016 років захищав кольори команди клубу «Гераклес» (Алмело).
Своєю грою за останню команду привернув увагу представників тренерського штабу клубу АЗ, до складу якого приєднався 2016 року. Відіграв за команду з Алкмара наступні два сезони своєї ігрової кар'єри. Більшість часу, проведеного у складі «АЗ», був основним гравцем атакувальної ланки команди. У складі «АЗ» був одним з головних бомбардирів команди, маючи середню результативність на рівні 0,52 гола за гру першості.
До складу клубу «Вольфсбург» приєднався 2018 року. Відіграв за «вовків» 118 матчів у національному чемпіонаті.
31 січня 2022 року Ваут перейшов до англійського клубу «Бернлі».
5 липня 2022 року на правах оренди перейшов до турецької команди «Бешикташ». У січні 2023 року також на правах оренди перейшов до «Манчестер Юнайтед». Німецький Гоффенгайм 1899 став останнім клубом в якому Веггорст грав на правах оренди.
21 травня 2024 року Ваут повернувся до складу «Бернлі».
29 серпня 2024 року Веггорст пілдписав дворічну угоду з «Аяксом».

## Виступи за збірну
2018 року дебютував в офіційних матчах у складі національної збірної Нідерландів.
26 травня 2021 року був оголошений склад збірної для участі на Євро-2020, серед гравців був і Веггорст.
У листопаді 2022 року увійшов до складу збірної Нідерландів, яка брала участь у чемпіонаті світу в Катарі.
29 травня 2024 року Ваут включений до складу збірної для участі в Євро-2024.
| Дата       | Місто              | Господарі            | Результат               | Гості                | Турнір                                         | Голи | Примітки  |
| ---------- | ------------------ | -------------------- | ----------------------- | -------------------- | ---------------------------------------------- | ---- | --------- |
| 23-3-2018  | Амстердам          | Нідерланди           | 0 – 1                   | Англія               | товариський матч                               | -    | 89'       |
| 31-5-2018  | Трнава             | Словаччина           | 1 – 1                   | Нідерланди           | товариський матч                               | -    | 83'       |
| 4-6-2018   | Турин              | Італія               | 1 – 1                   | Нідерланди           | товариський матч                               | -    | 77'       |
| 19-11-2019 | Амстердам          | Нідерланди           | 5 – 0                   | Естонія              | Відбір до ЧЄ 2020                              | -    | 63'       |
| 2-6-2021   | Фару               | Нідерланди           | 2 – 2                   | Шотландія            | товариський матч                               | -    | 69'       |
| 6-6-2021   | Енсхеде            | Нідерланди           | 3 – 0                   | Грузія               | товариський матч                               | 1    | 66'       |
| 13-6-2021  | Амстердам          | Нідерланди           | 3 – 2                   | Україна              | ЧЄ 2020 - 1-й етап                             | 1    | 88'       |
| 17-6-2021  | Амстердам          | Нідерланди           | 2 – 0                   | Австрія              | ЧЄ 2020 - 1-й етап                             | -    | 64'       |
| 21-6-2021  | Амстердам          | Нідерланди           | 3 – 0                   | Північна Македонія   | ЧЄ 2020 - 1-й етап                             | -    | 66'       |
| 27-6-2021  | Будапешт           | Нідерланди           | 0 – 2                   | Чехія                | ЧЄ 2020 - 1/8 фіналу                           | -    | 73'       |
| 8-10-2021  | Рига               | Латвія               | 0 – 1                   | Нідерланди           | Відбір до ЧС 2022                              | -    | 76'       |
| 11-10-2021 | Роттердам          | Нідерланди           | 6 – 0                   | Гібралтар            | Відбір до ЧС 2022                              | -    | 60'       |
| 8-6-2022   | Кардіфф            | Уельс                | 1 – 2                   | Нідерланди           | Ліга націй УЄФА 2022—2023 - 1-й етап           | 1    |           |
| 11-6-2022  | Роттердам          | Нідерланди           | 2 – 2                   | Польща               | Ліга націй УЄФА 2022—2023 - 1-й етап           | -    | 77'       |
| 22-9-2022  | Варшава            | Польща               | 0 – 2                   | Нідерланди           | Ліга націй УЄФА 2022—2023 - 1-й етап           | -    | 75' 85'   |
| 25-11-2022 | Ер-Раян            | Нідерланди           | 1 – 1                   | Еквадор              | ЧС 2022 - 1-й етап                             | -    | 80'       |
| 29-11-2022 | Ель-Хаур           | Катар                | 0 – 2                   | Нідерланди           | ЧС 2022 - 1-й етап                             | -    | 82'       |
| 3-12-2022  | Ер-Раян            | Нідерланди           | 3 – 1                   | США                  | ЧС 2022 - 1/8 фіналу                           | -    | 90+4'     |
| 9-12-2022  | Лусаїл             | Нідерланди           | 2 – 2 д.ч. (3 – 4 п.п.) | Аргентина            | ЧС 2022 - чвертьфінал                          | 2    | 45+2' 78' |
| 24-3-2023  | Сен-Дені           | Франція              | 4 – 0                   | Нідерланди           | Відбір до ЧЄ 2024                              | -    | 33'       |
| 27-3-2023  | Роттердам          | Нідерланди           | 3 – 0                   | Гібралтар            | Відбір до ЧЄ 2024                              | -    |           |
| 14-6-2023  | Роттердам          | Нідерланди           | 2 – 4 д.ч.              | Хорватія             | Ліга націй УЄФА 2022—2023 - півфінал           | -    | 64'       |
| 18-6-2023  | Енсхеде            | Нідерланди           | 2 – 3                   | Італія               | Ліга націй УЄФА 2022—2023 - матч за 3-тє місце | -    | 46' 90+4' |
| 7-9-2023   | Ейндговен          | Нідерланди           | 3 – 0                   | Греція               | Відбір до ЧЄ 2024                              | 1    |           |
| 10-9-2023  | Дублін             | Ірландія             | 1 – 2                   | Нідерланди           | Відбір до ЧЄ 2024                              | 1    | 46' 87'   |
| 13-10-2023 | Ейндговен          | Нідерланди           | 1 – 2                   | Франція              | Відбір до ЧЄ 2024                              | -    | 38'       |
| 16-10-2023 | Афіни              | Греція               | 0 – 1                   | Нідерланди           | Відбір до ЧЄ 2024                              | -    | 62'       |
| 18-11-2023 | Амстердам          | Нідерланди           | 1 – 0                   | Ірландія             | Відбір до ЧЄ 2024                              | 1    |           |
| 21-11-2023 | Фару               | Гібралтар            | 0 – 6                   | Нідерланди           | Відбір до ЧЄ 2024                              | -    | 46'       |
| 22-3-2024  | Амстердам          | Нідерланди           | 4 – 0                   | Шотландія            | товариський матч                               | 1    | 77'       |
| 26-3-2024  | Франкфурт-на-Майні | Німеччина            | 2 – 1                   | Нідерланди           | товариський матч                               | -    | 75'       |
| 6-6-2024   | Роттердам          | Нідерланди           | 4 – 0                   | Канада               | товариський матч                               | 1    | 62'       |
| 10-6-2024  | Роттердам          | Нідерланди           | 4 – 0                   | Ісландія             | товариський матч                               | 1    | 84'       |
| 16-6-2024  | Гамбург            | Польща               | 1 – 2                   | Нідерланди           | ЧЄ 2024 - 1-й етап                             | 1    | 81'       |
| 21-6-2024  | Лейпциг            | Нідерланди           | 0 – 0                   | Франція              | ЧЄ 2024 - 1-й етап                             | -    | 79'       |
| 25-6-2024  | Берлін             | Нідерланди           | 2 – 3                   | Австрія              | ЧЄ 2024 - 1-й етап                             | -    | 72'       |
| 2-7-2024   | Мюнхен             | Румунія              | 0 – 3                   | Нідерланди           | ЧЄ 2024 - 1/8 фіналу                           | -    | 84'       |
| 6-7-2024   | Берлін             | Нідерланди           | 2 – 1                   | Туреччина            | ЧЄ 2024 - 1/4 фіналу                           | -    | 46' 90+6' |
| 10-7-2024  | Дортмунд           | Нідерланди           | 1 – 2                   | Англія               | ЧЄ 2024 - Півфінал                             | -    | 46'       |
| 7-9-2024   | Ейндговен          | Нідерланди           | 5 – 2                   | Боснія і Герцеговина | Ліга націй УЄФА 2024-2025 - 1-й етап           | 1    | 74'       |
| 10-9-2024  | Амстердам          | Нідерланди           | 2 – 2                   | Німеччина            | Ліга націй УЄФА 2024-2025 - 1-й етап           | -    | 82'       |
| 16-11-2024 | Амстердам          | Нідерланди           | 4 – 0                   | Угорщина             | Ліга націй УЄФА 2024-2025 - 1-й етап           | 1    |           |
| 19-11-2024 | Зениця             | Боснія і Герцеговина | 1 – 1                   | Нідерланди           | Ліга націй УЄФА 2024-2025 - 1-й етап           | -    | 77'       |
| Усього     |                    | Матчів               | 43                      |                      | Голів                                          | 14   |           |

## Титули і досягнення
- Володар Кубка Футбольної ліги (1):

«Манчестер Юнайтед»: 2023